# Museo de la Música (Basilea)

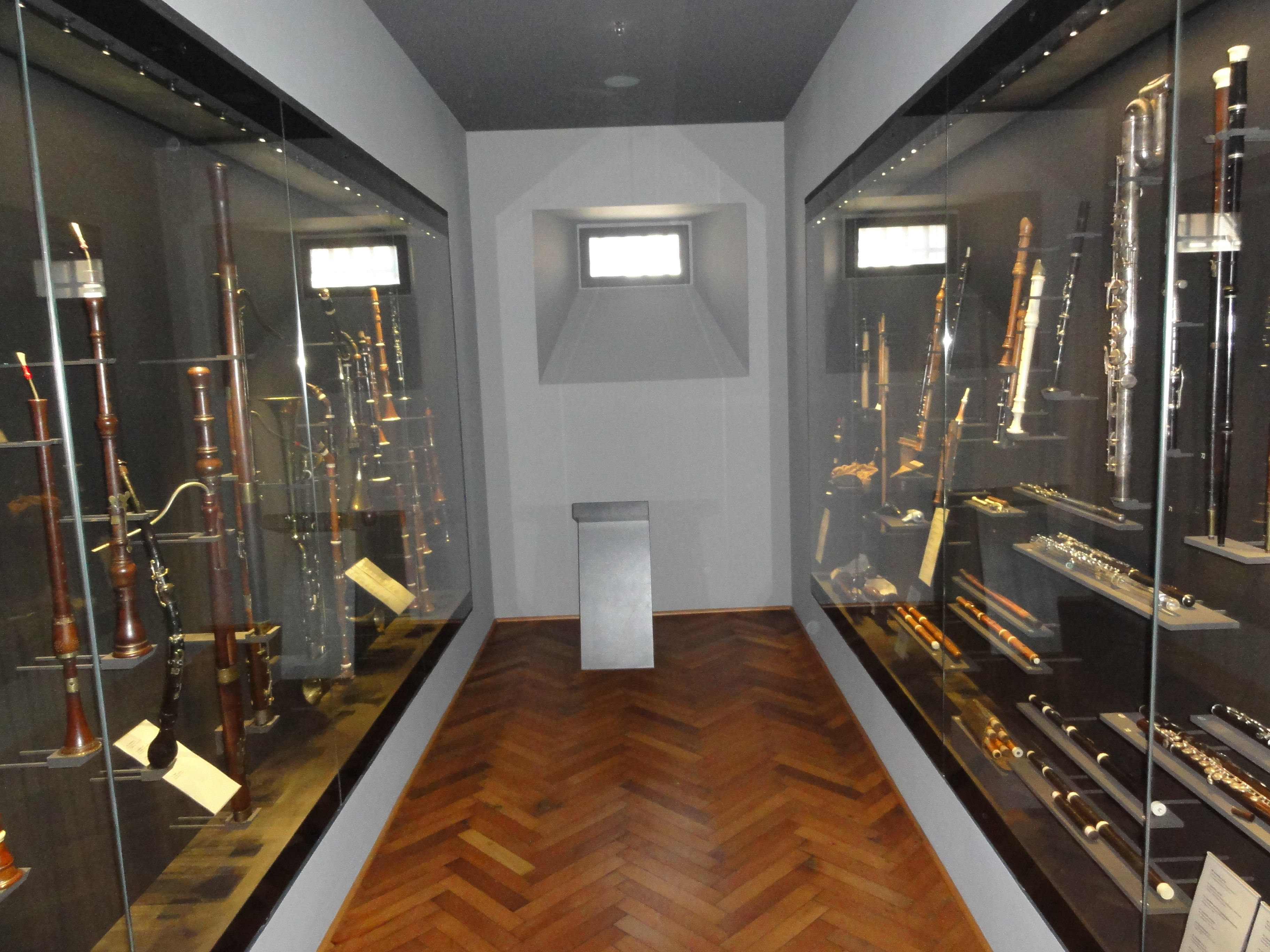
Exposición de instrumentos musicales en el Museo de la Música de Basilea (2012).

El Museo de la Música de Basilea (en alemán Musikmuseum) del Museo de Historia de Basilea, ubicado en la antigua cárcel de Lohnhof, alberga la mayor colección de instrumentos musicales de Suiza. Se inauguró en el año 2000 y en él se exponen cinco siglos de historia de la música con tres puntos fuertes: instrumentos musicales del siglo XVI al XX; Conciertos, corales y danza; desfiles, fiestas y señales. Un sistema de información multimedia permite al público disfrutar del sonido de los instrumentos.